# Kim cương Bristol
Kim cương Bristol là thạch anh tinh thể được tìm thấy trong tinh hốc và đá địa chất hình thành trong  đôlômit cuội kết ở Avon Gorge, Bristol, Anh. Nguồn gốc của chúng nằm trong các quá trình địa chất của thời kỳ Kỷ Tam Điệp, khoảng 200 - 250 triệu năm trước.
Kim cương Bristol đã trở thành những điều mới lạ phổ biến cho du khách đến spa tại Hotwells, Bristol trong thế kỷ thứ XVIII và XIX. Nhà bút ký John Evelyn và nhà văn Celia Fiennes là một trong số những người mô tả chúng. Trong văn hóa đại chúng, chúng trở thành một từ đồng nghĩa với một cái gì đó tươi sáng nhưng vô giá trị.